# Free State Stadium
Free State Stadium (in afrikaans Vrystaatstadion) è un impianto sportivo polivalente — benché prevalentemente destinato al rugby a 15 — di Bloemfontein, capitale giudiziaria del Sudafrica e capoluogo della provincia dello Stato libero.
Inaugurato nel 1955, l'impianto, capace di più di 45000 posti, è di proprietà della municipalità metropolitana di Mangaung, di cui Bloemfontein è parte, ed è gestito dalla Free State Rugby Union, il sottocomitato provinciale della South Africa Rugby Union che ha giurisdizione sulla franchise professionistica dei Cheetahs, una delle due rappresentanti sudafricane in Pro14, e sulla formazione dei Free State, che milita in Currie Cup.
A livello internazionale ospitò incontri di due campionati mondiali, quello di rugby nel 1995 e di calcio nel 2010; ancora, in ambito calcistico, fu sede di un girone e di un quarto di finale della Coppa d'Africa 1996 e della semifinale della Confederations Cup 2009.
Oltre al rugby di club, ospita anche saltuariamente gli incontri calcistici del Bloemfontein Celtic.
L'impianto è chiamato anche Toyota Stadium in seguito a un accordo di sponsorizzazione tra la F.S. Rugby Union e la casa automobilistica giapponese Toyota.

## Storia
Lo stadio fu iniziato nel 1952 e le cronache dell'epoca narrano che le fasi di costruzione furono rallentate da numerosi scioperi nel settore edile.
Inaugurato nel 1955, nacque come velodromo e stadio d'atletica e di rugby con una capacità di 12000 spettatori, e in tale periodo ospitò anche incontri internazionali di rugby tra il Sudafrica e i visitatori in tour, inclusi i British and Irish Lions nel 1980.
Nel 1995 fu sottoposto a una profonda ristrutturazione con soppressione delle piste d'atletica e di ciclismo e ampliamento a 35000 posti; in tale veste ospitò la Coppa del Mondo di rugby 1995 come sede di tre incontri della fase a gironi e, in uno di questi, registrò il punteggio con il maggior scarto della storia della competizione, un 145-17 della Nuova Zelanda al Giappone, al 2020 tuttora l'incontro di Coppa del Mondo con il maggior numero di punti segnati.
Poco meno di un anno più tardi fu una delle quattro sedi che ospitarono la Coppa d'Africa 1996 di calcio, nel frangente ospitando gli incontri di un girone e uno dei successivi quarti di finale, quello tra Egitto e Zambia.
Nel decennio successivo, ancora, fu designato quale sede di alcune delle gare del mondiale di calcio 2010 affidato al Sudafrica, in occasione del quale affrontò una ristrutturazione, con installazione di tabelloni segnapunti elettronici e ampliamento a più di 40000 posti a sedere, terminata in tempo per la Confederations Cup 2009 della quale ospitò due incontri di prima fase e la semifinale tra Spagna e Stati Uniti; durante la rassegna mondiale fu, tra gli altri incontri, sede dell'ottavo di finale tra Germania e Inghilterra che vide i primi vincere 4-1 con l'arbitro uruguaiano Jorge Larrionda protagonista di un grossolano errore, la mancata convalida di un goal inglese (che avrebbe portato le squadre sul 2-2) nonostante la palla avesse oltrepassato di circa mezzo metro la linea di porta tedesca.
Lo stadio, passato dall'amministrazione comunale di Bloemfontein a quella della municipalità metropolitana di Mangaung, è gestito con un contratto di servizio a lungo termine dalla Free State Rugby Union, cui afferiscono la franchise professionistica dei Cheetahs che militava nel Super Rugby e, dal 2017, nel Pro14, e la formazione provinciale dello Stato libero, i F.S. Cheetahs, militante in Currie Cup.
Il Free State Stadium ha ospitato per lungo tempo, e saltuariamente continua a ospitarli anche dopo il trasferimento al Petrus Molemela Stadium, gli incontri interni della formazione calcistica del Bloemfontein Celtic che milita in prima divisione nazionale.
Da febbraio 2016, in occasione degli incontri rugbistici dei Cheetahs e dei Free State Cheetahs, lo stadio si presenta con il nome commerciale di Toyota Stadium dopo un accordo con la casa automobilistica giapponese Toyota, già nel triennio precedente sponsor di entrambe le formazioni; in precedenza ebbe anche il nome commerciale di Vodacom Park, dal nome dell'operatore telefonico sudafricano Vodacom, società sussidiaria della britannica Vodafone.

## Caratteristiche
L'impianto è di forma rettangolare con tutti i settori coperti; sorge su un'area che comprende anche strutture di atletica leggera, tennis, cricket e nuoto dalla superficie complessiva di circa 220000 m²; come detto, all'inizio era provvisto di pista d'atletica e di ciclismo, poi rimosse.
Dotato di 45158 posti, ha un campo in loglio naturale e, per gli incontri in notturna, l'impianto di illuminazione garantisce un'intensità luminosa di 2000 lux.

## Incontri internazionali di rilievo

### Calcio
| Arbitro: | Charles Masembe |

|                                |           |                |
| Litana 58’ Mutale 65’ Lota 76’ | Marcatori | 43’ S. Kamouna |

| Arbitro: | Jorge Larrionda |

|  |           |                          |
|  | Marcatori | 27’ Altidore 74’ Dempsey |

| Arbitro: | Jorge Larrionda |

|                                           |           |           |
| Klose 20’ Podolski 32’ T. Müller 67’, 70’ | Marcatori | 37’ Upson |

### Rugby a 15
| Arbitro: | George Gadjovich |

|                   |      | |
| Kajihara 47’, 65’ | mt   | 2’, 38’, 74’ Rush 6’ Loe 8’, 12’, 34’, 43’, 68’, 71’ Ellis 14’, 58’ R. Brooke 18’, 42’ Osborne 21’ Ieremia 27’ Culhane 30’, 36’, 76’ Wilson 50’ Dowd 79’ Henderson |
| Hirose 47’, 65’   | tr   | 2’, 6’, 8’, 12’, 14’, 18’, 21’, 27’, 30’, 34’, 36’, 38’, 43’, 50’, 58’, 68’, 61’, 74’, 76’, 79’ Culhane                                                            |
| Hirose 33’        | c.p. | |